# Гаазькі конвенції та декларації (1899 і 1907)

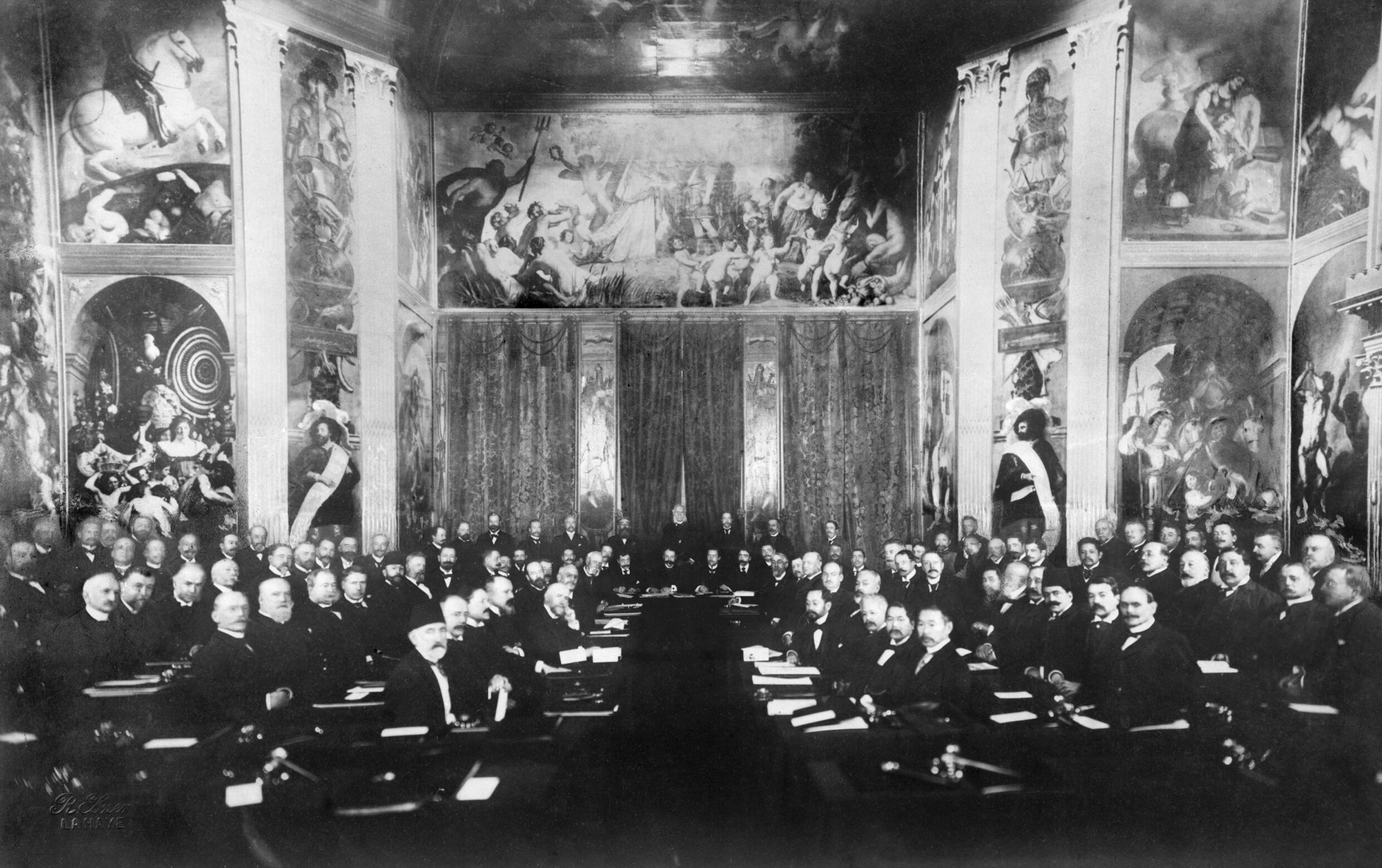
Перша Гаазька конференція 1899: Зустріч в Оранжевій залі палацу Гейс-тен-Бос

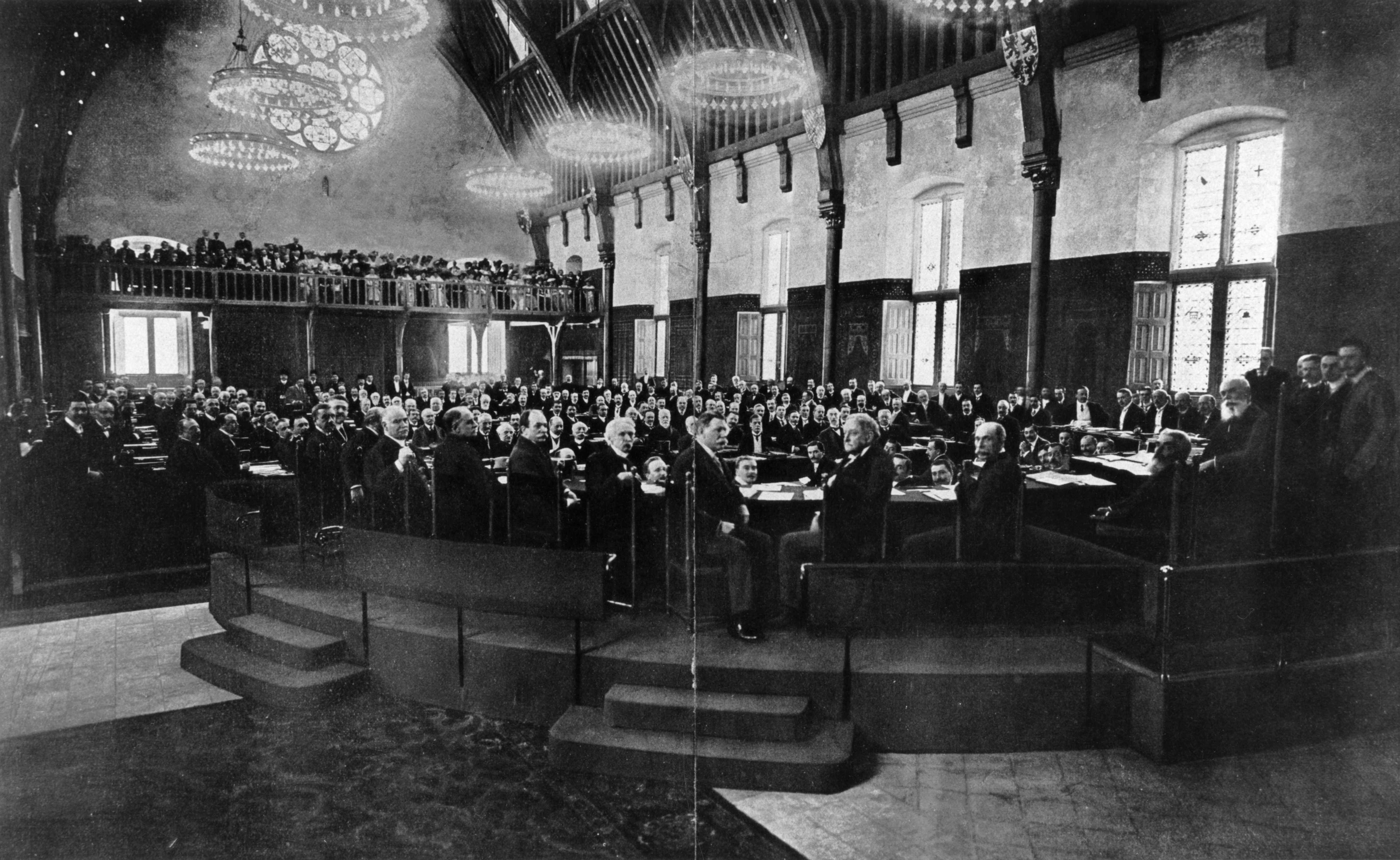
Друга Гаазька конференція у 1907

На 1-й та 2-й мирних конференціях у Гаазі 1899 та 1907 років відповідно прийнято міжнародні конвенції про закони та звичаї війни, включені до комплексу норм міжнародного гуманітарного права.

## 1-ша Гаазька конференція 1899 року
Скликано за ініціативою імператора Росії Миколи II. Проходила з 18 (6) травня до 29 (17) липня. Брали участь 26 держав (Росія, Османська імперія, Німеччина, Австро-Угорщина, Італія, Франція, Іспанія, Велика Британія, Нідерланди, Бельгія, Швейцарія, Швеція, Данія, Болгарія, Сербія, Чорногорія, Греція, Португалія, Ліхтенштейн, Люксембург, Японія, Китай, Сіам, Персія, США, Мексика). Голова — барон Стааль.
Було ухвалено 6 конвенції:
- Про мирне розв'язання міжнародних сутичок;
- Про закони та звичаї сухопутної війни;
- Про застосування до морської війни принципів Женевської конвенції 10 серпня 1864 року, а також 3 декларації:
- Про заборону на п'ятирічний термін метання снарядів та вибухових речовин з повітряних куль чи за допомогою інших подібних нових способів;
- Про невикористання снарядів, що мають єдиним призначенням розповсюджувати задушливі чи шкідливі гази;
- Про невикористання куль, що легко розвертаються чи сплющуються в людському тілі[2].

## 2-га Гаазька конференція 1907 року
Взяли участь 43 держави.
Було прийнято 13 конвенцій:
- Про мирне розв'язання міжнародних сутичок;
- Про обмеження під час застосування сили під час стягнення за договірними борговими зобов'язаннями;
- Про початок воєнних дій;
- Про закони та звичаї сухопутної війни[3];
- Про права та обов'язки нейтральних держав та осіб у разі сухопутної війни[4];
- Про положення неприятельських торговельних суден за початку воєнних дій;
- про перетворення торговельних суден на військові судна;
- Про постановку підводних мін, що автоматично вибухають від торкання[5];
- Про бомбардування морськими силами під час війни;
- Про застосування до морської війни начал Женевської конвенції (надалі замінена Женевською конвенцією 1949 року);
- Про деякі обмеження в користуванні правом захоплення у морській війні[6];
- Про заснування Міжнародної призової палати (не набрала чинності);
- Про права та обов'язки нейтральних держав у разі морської війни[7].

Також ухвалено декларацію:
- Про заборону метання снарядів та вибухових речовин з повітряних куль.